# Степанов, Борис Александрович
Борис Александрович Степанов ( 08(21).04.1908, Москва — после 1985) — советский футболист. Нападающий.

## Карьера
Воспитанник дворового футбола. За свою карьеру выступал в советских командах «Геофизика» (Москва), «Спартак» (Москва), «Пищевик» (Москва), «Крылья Советов» (Москва) и «Спартак» (Алма-Ата).

## Великая Отечественная война
Указом Президиума ВС СССР от: 03.11.1944 года старший техник-лейтенант Степанов награждён медалью «За боевые заслуги».
В 1945 году награждён медалью «За победу над Германией».
В 1985 году награждён орденом Отечественной войны 2-й степени.

## Достижения
- Бронзовый призёр чемпионата СССР (1936-в)
- Серебряный призёр чемпионата СССР (1937)